# Galeodes egregius
Galeodes egregius är en spindeldjursart som beskrevs av Roewer 1934. Galeodes egregius ingår i släktet Galeodes och familjen Galeodidae.
Artens utbredningsområde är Azerbajdzjan. Inga underarter finns listade i Catalogue of Life.